# Adolph Menzel

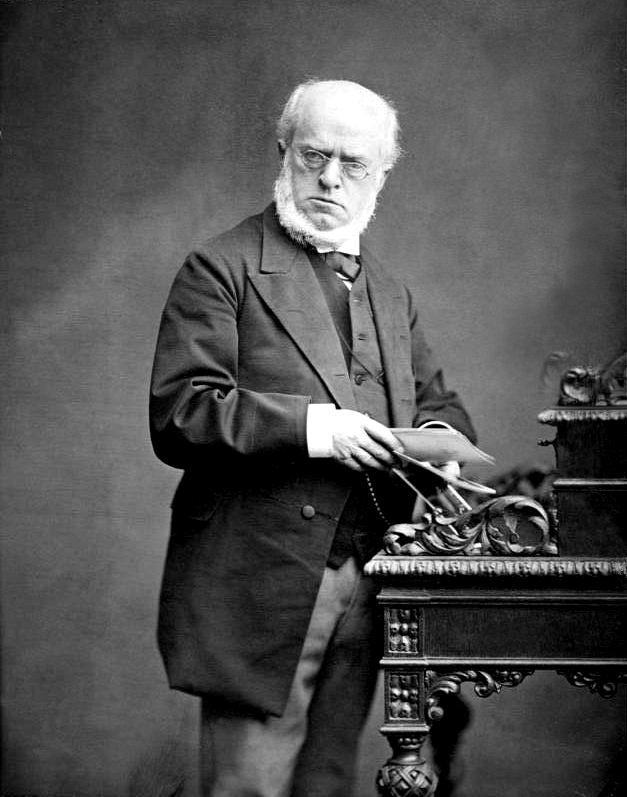
Adolph von Menzel

Adolph Friedrich Erdmann von Menzel (Breslau, 8 de dezembro de 1815 — Berlim, 9 de fevereiro de 1905) foi um pintor, desenhista e ilustrador alemão, mestre do realismo e o maior expoente desta escola no seu país no século XIX.

## Biografia
Nascido na cidade de Breslau em 1815
Menzel recebeu seus primeiros ensinamentos artísticos no estúdio litográfico de seu pai. No ano de 1833, estudou por um breve período de seis meses na Real Academia de Berlim, à época conhecida pela sua ênfase na arte retratista e perspectiva.
Em 1834, von Menzel se juntou a Associação "Jovens Artistas". Até então ele estava a trabalhar mais em óleos. Em 1838 foi admitido na Associação de 'Artistas Elder ".
Conquistou sua fama artística aos 25 anos de idade,em 1839, quando ilustrou a obra "A vida de Frederico, o Grande" do historiador Franz Kugler; para este projeto Menzel preparou centenas de esboços a fim de reproduzir cuidadosamente a arquitetura, os trajes e a mobília da época.  Desde então sua preparação exaustiva e precisa garantiu-lhe reconhecimento por parte da elite política e social de Berlim - retratada em muitas de suas pinturas.
Em 1853 ingressa na Real Academia de Arte.
Em 1855 viaja a Paris para visitar a Exposição Universal e ver "Pavilão do realismo " de Courbet.
Em 1867 recebe a Cruz da Legião de Honra Francesa pela pintura histórica de "Frederico e as suas tropas na batalha de Hochkirch.
Em 1875 é nomeado professor e membro do Senado.
Em 1884 tem a sua primeira exposição individual.
Menzel obtem em 1885 um doutorado da Universidade de Berlim.
De 1880 até a data de sua morte em 1905 em Berlim, Menzel abandou a pintura de relevância pública ou de valor histórico e passou a retratar ruas, jardins e fragmentos de paisagens.  Deixou para a posteridade uma vasta contribuição artística, composta por mais de dez mil desenhos e outras milhares de litografias, xilogravuras, aquarelas etc.

### Homenagens
Recebeu a cruz da Legião de Honra e foi o primeiro pintor a ganhar a Ordem da Águia Negra. Também foi doutor honoris causa da Universidade de Berlim, membro honorário da Academia de São Petersburgo e membro das academias de Londres e Paris.

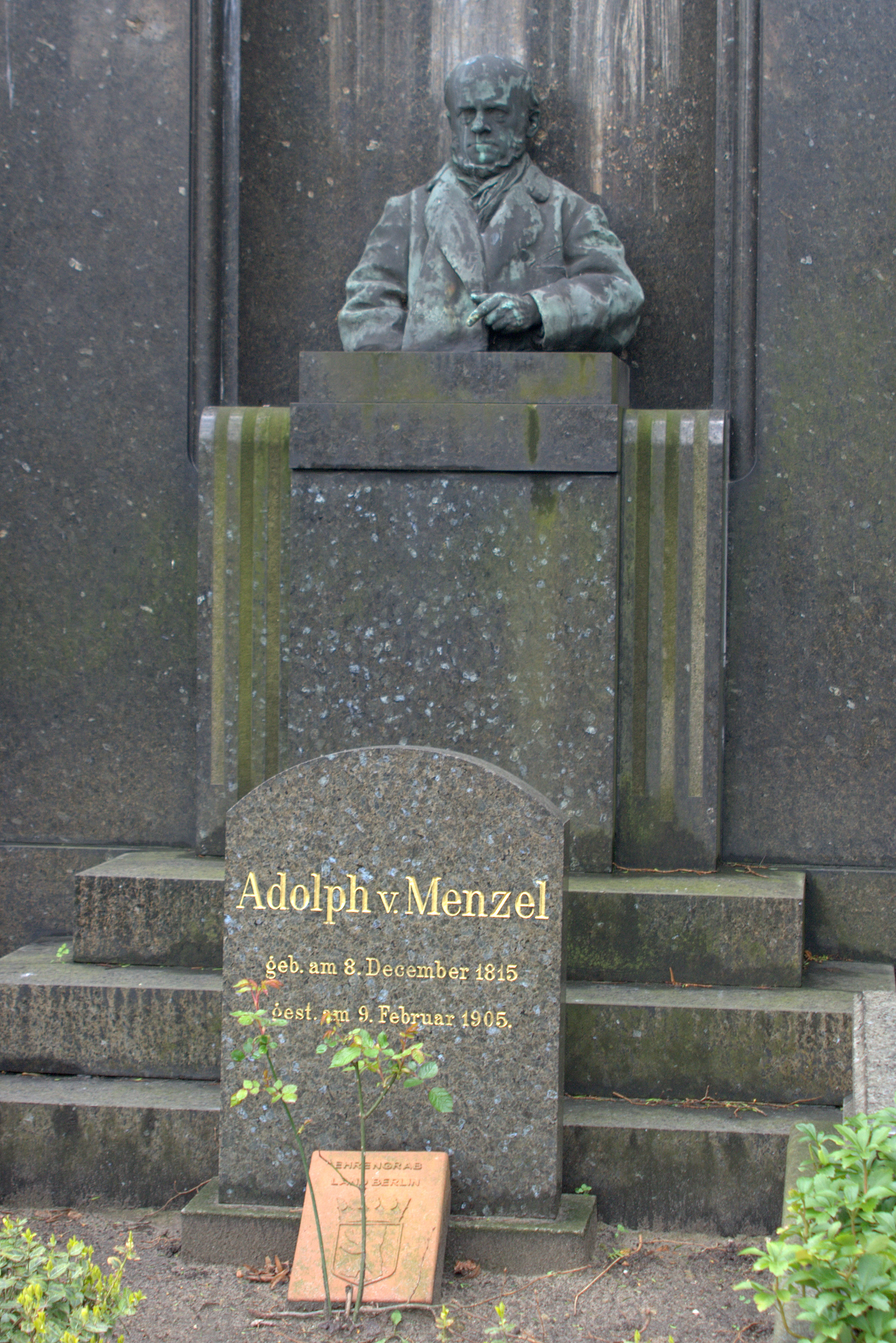
Sepultura de Menzel no Dreifaltigkeitskirchhof II

## Galeria

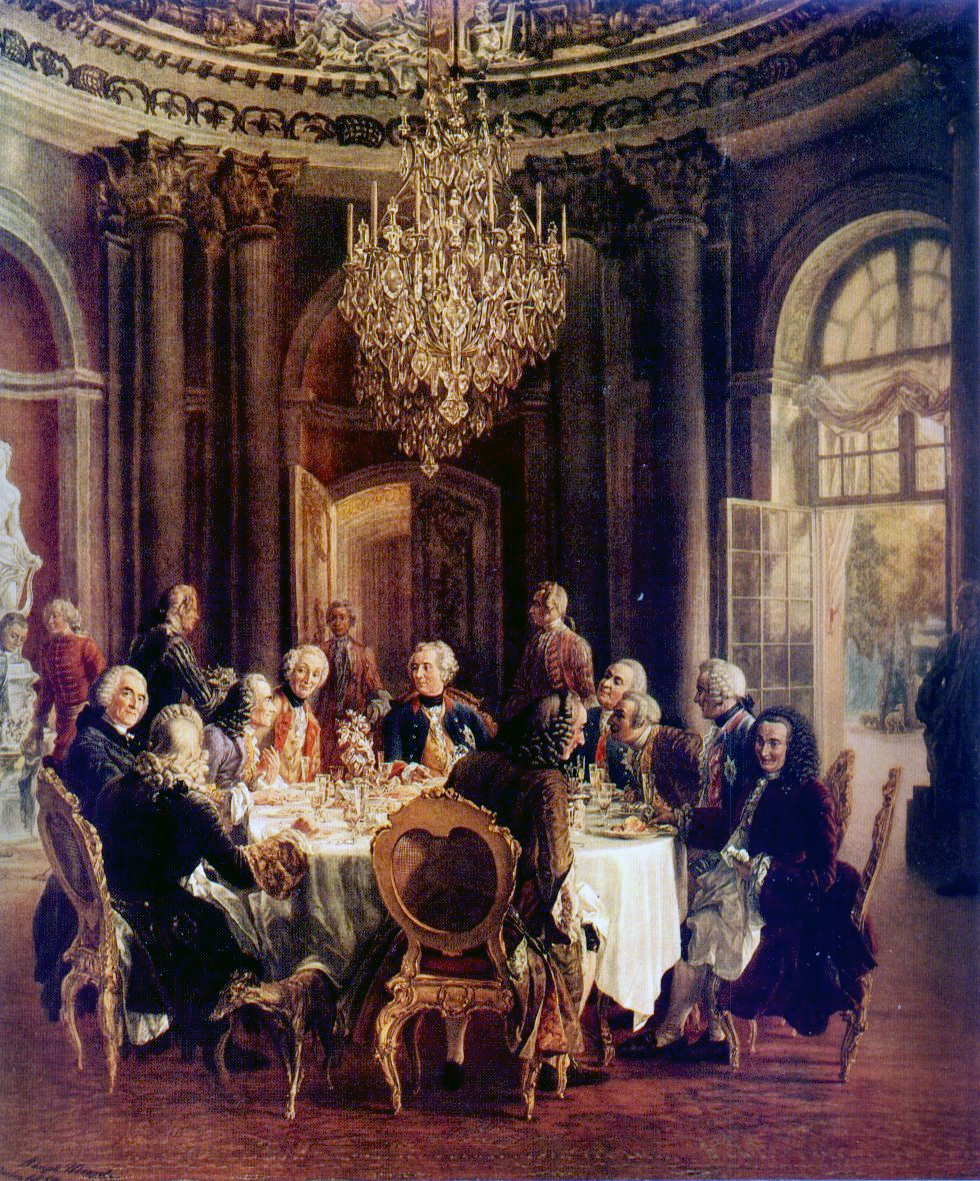
Voltaire na corte de Frederico II
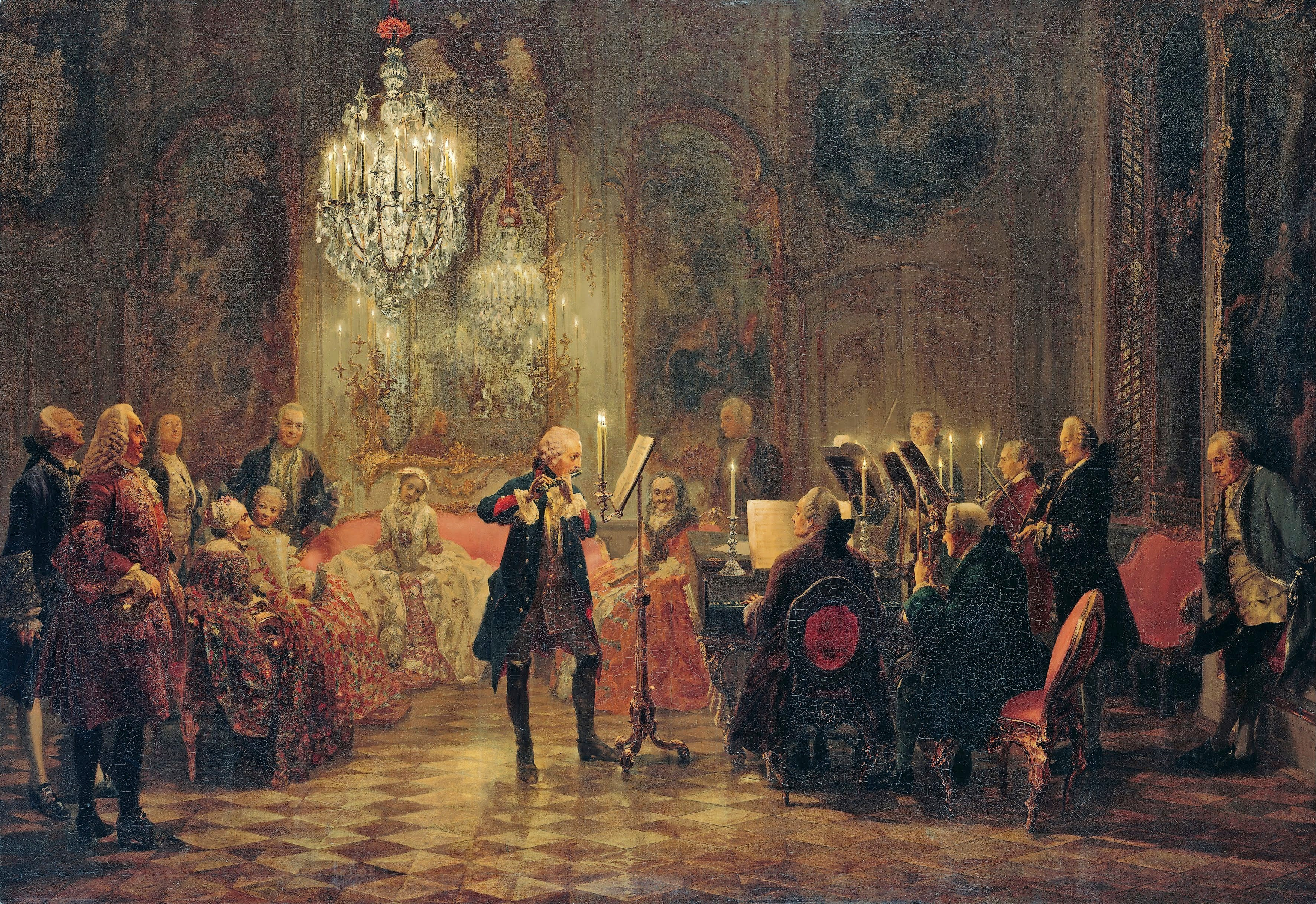
Concerto de flauta
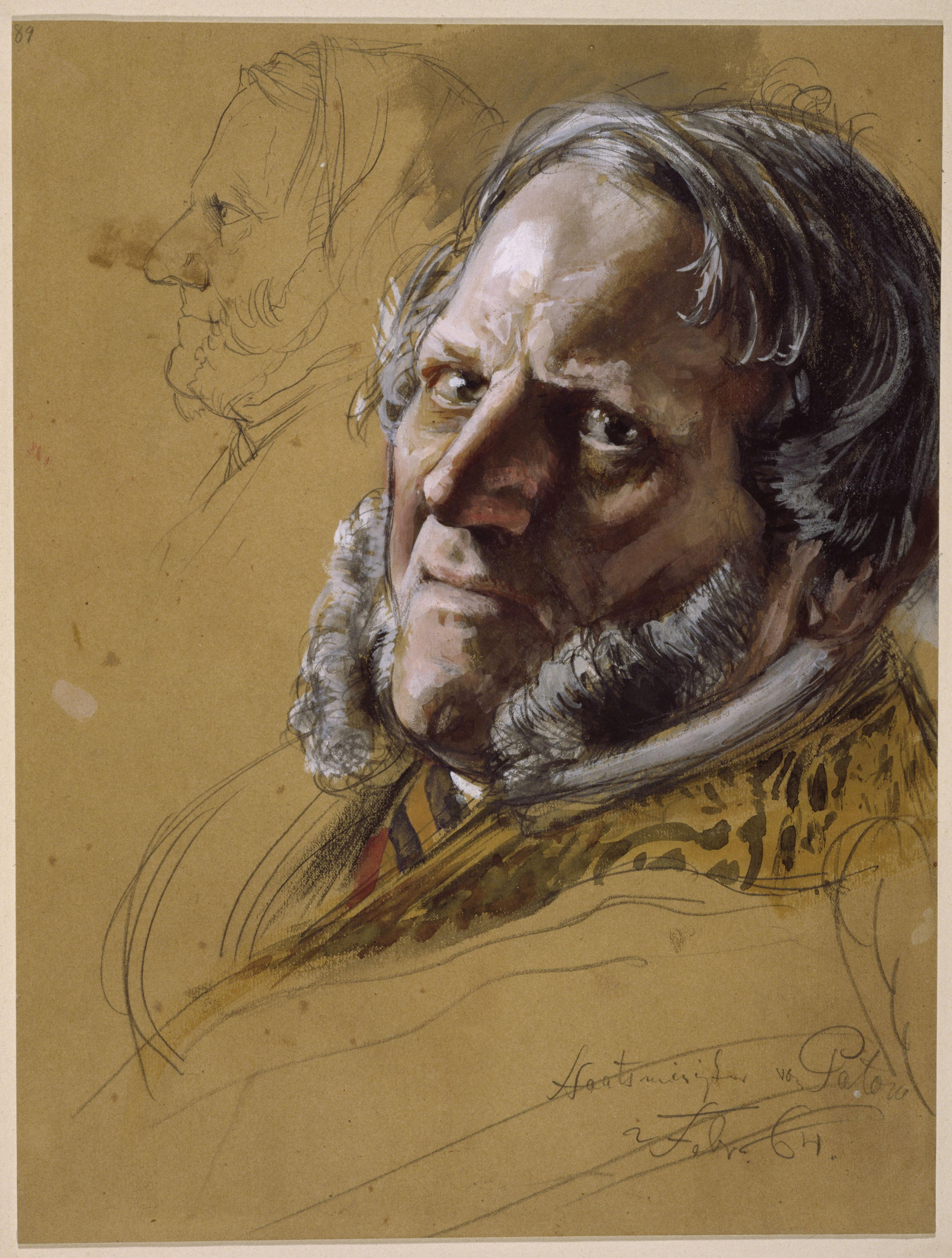
Robert von Patow
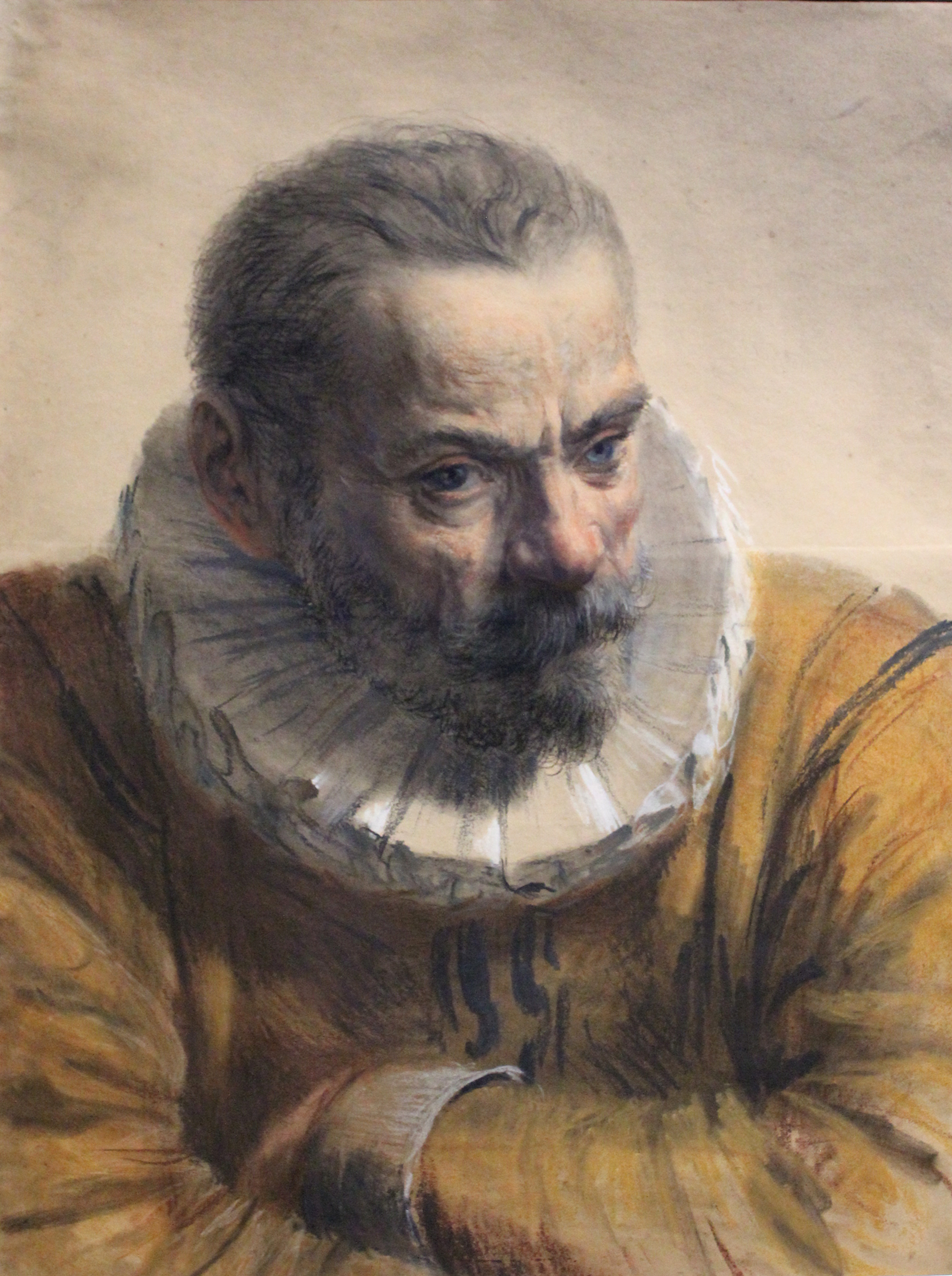
Um homem em traje renascentista (Estudo de um homem com gorgeira)
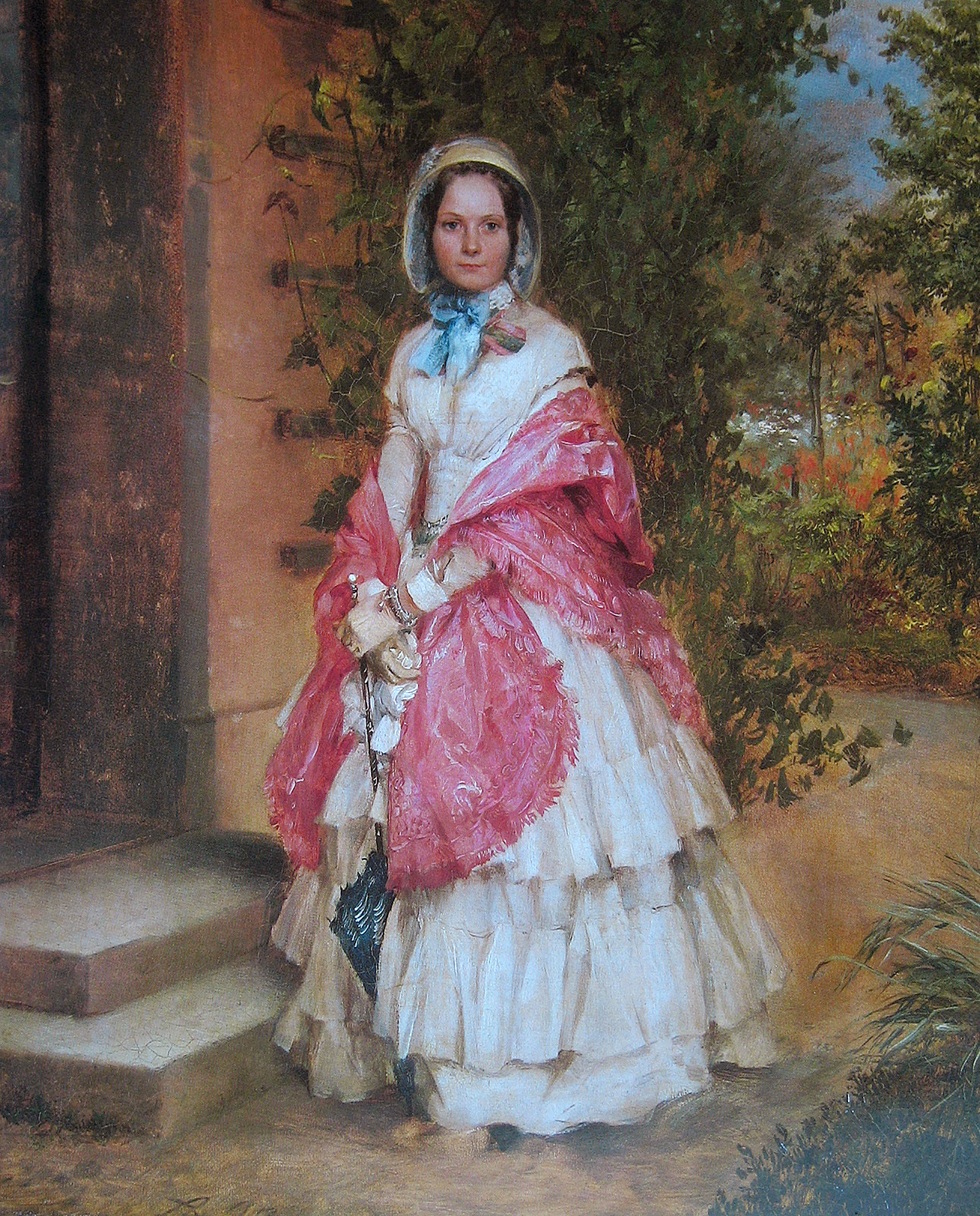
Clara Schmidt von Knobelsdorff